# Esculqueira
Esculqueira (llamada oficialmente Santa Eufemia da Esculqueira) es una parroquia y un pueblo del municipio español de La Mezquita, en la provincia de Orense, Galicia.

## Localización
La parroquia limita al sur con Portugal, con la freguesia de Quirás e Pinheiro Novo, en el municipio de Vinhais.

## Toponimia
La parroquia también es conocida por el nombre de Santa Eufemia de Esculqueira.

## Organización territorial
La parroquia está formada por una entidad de población:
- A Esculqueira

## Demografía
Gráfica demográfica del pueblo y parroquia de Esculqueira según el INE español:
| Gráfica de evolución demográfica de Esculqueira entre 2000 y 2022 |
|                                                                   |
| Datos según el nomenclátor publicado por el INE.                  |

## Patrimonio
La iglesia parroquial está dedicada a la devoción de Santa Eufemia de Orense.
En la parroquia se encuentra el miliario de Xeria, que marcó la calzada romana entre Aquae Flaviae y Asturica Augusta por Sanabria.